# Droga krajowa B429 (Niemcy)
Droga krajowa 429 (niem. Bundesstraße 429) – niemiecka droga krajowa przebiegająca na osi północ - południe i stanowi zachodnią obwodnicę Gießen będąc połączeniem między autostradą A480 na północy a drogą B49 na południu.
Droga jest na całej długości dwujezdniową drogą typu autostradowego.

## Trasy europejskie
Droga jest w całości częścią trasy europejskiej E40